# Charles E. Butterworth
Charles Edwin Butterworth (* 9. Juli 1938 in Michigan, Detroit) ist ein US-amerikanischer Politikwissenschaftler, Islamwissenschaftler und Philosophiehistoriker.

## Leben
Butterworth erwarb seinen B.A. an der Michigan State University. Er setzte sein Studium in den Fächern Politische Philosophie, Arabistik und Islamwissenschaft bis zum M.A. an der University of Chicago fort, um es schließlich mit dem Ph.D. abzuschließen. Nach Studienaufenthalten an der Ain-Schams-Universität (Kairo) und der Universität Bordeaux erwarb er an der Universität Nancy einen weiteren Doktortitel in Philosophie.
Butterworth lehrte zunächst an der University of Chicago und dem Federal City College, bevor er an der University of Maryland als assistent professor angestellt (1969–1976), zum associate professor befördert (1976–1983) und schließlich zum Professor ernannt wurde (1983–2007). Seit 2007 ist er emeritiert.
Er wurde auch vielfach als Gastprofessor in den Nahen Osten, Nord- und Westafrika sowie West- und Mitteleuropa eingeladen.
Daneben war er Präsident des American Council for the Study of Islamic Societies (ACSIS) sowie der Société Internationale pour l'Étude de l'Histoire de la Philosophie et la Science Arabe et Islamique (SIHSPAI).

## Forschungsschwerpunkte
Butterworth hat textkritische Editionen der mittleren Kommentare des Averroes zu Aristoteles’ Logik (und anderen aristotelischen Texten) und von Abhandlungen des Averroes, al-Fārābī und ar-Razi sowie des Maimonides erstellt.
Daneben hat er zu verschiedenen Aspekten des politischen Denkens dieser und anderer Denker aus Antike, Mittelalter und Moderne veröffentlicht.
Im Bereich des modernen politischen Denkens hat er eine Monographie zum politischen Denken des Jean-Jacques Rousseau verfasst sowie eine Reihe von Artikeln zu dem Psychiater und Politiker Frantz Fanon.

## Schriften (Auswahl)
Übersetzungen
- Averroës, The Book of the Decisive Treatise: Determining the Connection Between the Law and Wisdom, and Epistle Dedicatory, translation, with introduction and notes (Provo, UT: Brigham Young University Press, 2001)
- Alfarabi, The Political Writings: “Selected Aphorisms” and Other Texts, translated and annotated, with an introduction (Ithaca: Cornell University Press, 2001)
- Jean-Jacques Rousseau: The Reveries of the Solitary Walker. English translation with Interpretative Essay (New York: NYU Press, 1979)

Herausgeberschaften
- mit I. William Zartman et al.: Between the State and Islam (2001)
- mit I. William Zartman et al.: Political Islam (1992)

Artikel und Aufsätze
- Medieval Islamic Philosophy and the Virtue of Ethics. In: Arabica. Band 34, 1987, S. 221–250.
- Die politischen Lehren von Avicenna und Averroes. In: Iring Fetscher, Herfried Münkler (Hrsg.): Pipers Handbuch der politischen Ideen. Band 2: Mittelalter. Von den Anfängen des Islams bis zur Reformation. München/Zürich 1993, S. 141–173.